# Ölene Kadar
Ölene Kadar (Hasta la muerte en español) es una serie de televisión turca de 2017, producida por Tims Productions y emitida por ATV. Fue protagonizada por Engin Akyürek y Fahriye Evcen, con la participación antagónica de Sarp Levendoğlu.

## Trama
Dağhan es un hombre que está encarcelado de por vida por un crimen que no cometió —asesinar al padre de su novia—, pero esto cambia cuando una joven y bella abogada llamada Selvi lo ayuda a salir de prisión al probar su inocencia. Para Dağhan no será fácil continuar con su vida, y quienes lo incriminaron en el pasado tampoco  lo dejarán en paz.

## Reparto
- Engin Akyürek como Dağhan Soysür.
- Fahriye Evcen como Selvi Nardan/Vildan Saner.
- Sarp Levendoğlu como Ender Yoranel.
- Gülcan Arslan como Beril Karalı.
- Tansu Biçer como Yılmaz Saner.
- Didem Balçin como Şahika Yoranel.
- Ferdi Sancar como Fahri Baysal.
- Demir Karahan como Muzaffer Yoranel.
- Serpil Gül como Sabiha Soysür.
- Taner Turan como Halil Soysür.
- Fatih Dokgöz como Rıdvan Ertuğrul.
- Gizem Kala como Ayşe Soysür.
- Cihat Süvarioğlu como Osman.
- Aykut Akdere como Tolga.
- Kadriye Kenter como Zakire.
- Ragıp Savaş como Mehmet.
- Lale Mansur como Asuman Yoranel.
- Mesut Akusta como Tekin Zerdan.
- Avni Yalçın como Sezai Karalı.
- Eylül Naz Özgen como Vildan (niña).